# Curculio fulvus
Curculio fulvus – gatunek chrząszcza z rodziny ryjkowcowatych.
Chrząszcz nearktyczny. Jest monofagiem dębu Quercus virginiana. W Luizjanie w latach 1979−1983 stanowił 93% okazów ryjkowców pozyskanych z tych dębów. Również w Teksasie jest najpospolitszym ryjkowcem atakującym ich żołędzie.